# The Love Boat II
The Love Boat II è un film tv del 1977, diretto dal regista Hy Averback.

## Trama
Il film, seguito di The Love Boat (1976), è suddiviso in 4 episodi ed è incentrato sulle varie avventure che coinvolgono i passeggeri e l'equipaggio di una nave da crociera.
Ci fu un sequel (The New Love Boat) e, poi, una famosa Serie Tv intitolata Love Boat.